# Тунгурауа (провинция)
Тунгурауа (исп. Tungurahua) — провинция в центральной части Эквадора. Население по данным на 2010 год — 504 583 человека. Административный центр — город Амбато.

## География
Площадь Тунгурауа составляет 3371 км². Территория провинции гориста и включает в себя несколько вулканов, в том числе вулкан Тунгурауа, по имени которого провинция и была названа. На южной границе провинции расположены вулканы Чимборасо и Каригуайрасо. Климат провинции сухой и умеренный, сильно зависит от высоты местности. Средние дневные температуры в течение года составляют от 14 до 17°С; на больших высотах значительно холоднее. Несмотря на близость к экватору, вершины наиболее высоких вулканов покрыты снегом. 

Трасса, соединяющая города провинции Баньос и Пуйо, изобилующая расположенными вдоль нее водопадами, названа местными жителями "Дорогой водопадов"; наиболее популярен водопад Пайлон-дель-Дьябло.

## Население
По данным на 2011 год население провинции составляет 581 389 человек. Примерно 10 % населения составляют индейцы, 20 % — лица европейского, азиатского и африканского происхождения и 70 % — метисы.

## Административное деление

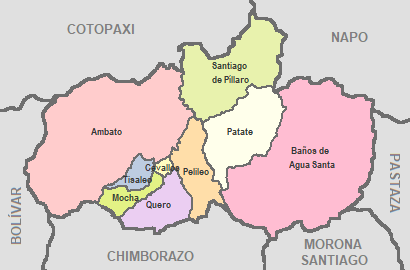
Кантоны провинции Тунгурауа.

В административном отношении провинция подразделяется на 9 кантонов:
| № | Флаг | Кантон              | Население, чел. (2011) | Площадь, км² | Административный центр |
| - | ---- | ------------------- | ---------------------- | ------------ | ---------------------- |
| 1 |      | Амбато (Ambato)     | 387 282                | 1 009        | Амбато (Ambato)        |
| 2 |      | Баньос (Baños)      | 19 112                 | 1 065        | Баньос (Baños)         |
| 3 |      | Севальос (Cevallos) | 8 873                  | 19           | Севальос (Cevallos)    |
| 4 |      | Моча (Mocha)        | 8 371                  | 86           | Моча (Mocha)           |
| 5 |      | Патате (Patate)     | 16 771                 | 315          | Патате (Patate)        |
| 6 |      | Пелилео (Pelileo)   | 58 988                 | 202          | Пелилео (Pelileo)      |
| 7 |      | Пильяро (Píllaro)   | 44 925                 | 443          | Пильяро (Píllaro)      |
| 8 |      | Керо (Quero)        | 23 187                 | 173          | Керо (Quero)           |
| 9 |      | Тисалео (Tisaleo)   | 14 525                 | 59           | Тисалео (Tisaleo)      |

## Промышленность
Промышленность включает в себя производство одежды, обуви, мебели, а также пищевую и химическую отрасли.